# Волнянский, Сергей Григорьевич
Сергей Григорьевич Волнянский (1885—1918) — русский офицер, герой Первой мировой войны, участник Белого движения.

## Биография
Из дворян. Уроженец Московской губернии.
Окончил 2-й Московский кадетский корпус (1904) и Александровское военное училище (1906), откуда выпущен был подпоручиком в 133-й пехотный Симферопольский полк. Произведен в поручики 20 октября 1909 года, в штабс-капитаны — 25 ноября 1913 года.
В Первую мировую войну вступил в рядах 133-го пехотного Симферопольского полка. Удостоен ордена Святого Георгия 4-й степени.
За то, что 21 февраля 1915 года, при обороне высоты 868 у д. Соколики, когда австрийцы начали обходить левый фланг позиции и сбили прикрытие на батарее, командуя 4 пулеметами без прикрытия, направил огонь в обходящую колонну, отбросил противника, вызвав у него полную панику, чем и спас позицию от охвата.
Произведен в капитаны 24 апреля 1916 года «за отличия в делах против неприятеля», в подполковники — 28 июля того же года, в полковники — 31 марта 1917 года.
В Гражданскую войну участвовал в Белом движении на Юге России. В июле 1918 года прибыл в Добровольческую армию из Екатеринослава во главе отряда из 100 офицеров-добровольцев, зачисленного в 1-й Офицерский (Марковский) полк в качестве 3-й роты, командиром которой был назначен сам полковник Волнянский. В ноябре 1918 года был назначен командиром 3-го батальона 1-го Офицерского (Марковского) полка. В декабре 1918 командовал 1-м батальоном того же полка. Был ранен 16 декабря 1918 года в бою у села Шишкино Ставропольской губернии. Умер от ран 19 декабря и был похоронен в усыпальнице Екатерининского собора Екатеринодара.

## Награды
- Орден Святой Анны 4-й ст. с надписью «за храбрость» (ВП 14.01.1915)
- Орден Святого Станислава 3-й ст. с мечами и бантом (ВП 14.01.1915)
- Орден Святого Владимира 4-й ст. с мечами и бантом (ВП 15.03.1915)
- Орден Святого Георгия 4-й ст. (ВП 17.10.1915)
- Орден Святой Анны 3-й ст. с мечами и бантом (ВП 17.01.1916)
- Орден Святого Станислава 2-й ст. с мечами (ВП 3.09.1916)